# اوفايي
اوفايي (بالإسبانية: Ovalle)‏ هي مدينة في إقليم كوكيمبو في تشيلي.
يبلغ عدد سكانها حوالي 66,405 نسمة.

## المناخ
يظهر الجدول التالي التغييرات المناخية على مدار السنة لاوفايي:
| البيانات المناخية لـاوفايي        | البيانات المناخية لـاوفايي | البيانات المناخية لـاوفايي | البيانات المناخية لـاوفايي | البيانات المناخية لـاوفايي | البيانات المناخية لـاوفايي | البيانات المناخية لـاوفايي | البيانات المناخية لـاوفايي | البيانات المناخية لـاوفايي | البيانات المناخية لـاوفايي | البيانات المناخية لـاوفايي | البيانات المناخية لـاوفايي | البيانات المناخية لـاوفايي | البيانات المناخية لـاوفايي |
| الشهر                             | يناير                      | فبراير                     | مارس                       | أبريل                      | مايو                       | يونيو                      | يوليو                      | أغسطس                      | سبتمبر                     | أكتوبر                     | نوفمبر                     | ديسمبر                     | المعدل السنوي              |
| --------------------------------- | -------------------------- | -------------------------- | -------------------------- | -------------------------- | -------------------------- | -------------------------- | -------------------------- | -------------------------- | -------------------------- | -------------------------- | -------------------------- | -------------------------- | -------------------------- |
| الدرجة القصوى °م (°ف)             | 36 (97)                    | 32 (90)                    | 33 (91)                    | 30 (86)                    | 30 (86)                    | 26 (79)                    | 27 (81)                    | 31 (88)                    | 32 (90)                    | 30 (86)                    | 32 (90)                    | 32 (90)                    | 36 (97)                    |
| متوسط درجة الحرارة الكبرى °م (°ف) | 28 (82)                    | 28 (82)                    | 25 (77)                    | 22 (72)                    | 19 (66)                    | 17 (63)                    | 17 (63)                    | 19 (66)                    | 20 (68)                    | 21 (70)                    | 24 (75)                    | 26 (79)                    | 22 (72)                    |
| المتوسط اليومي °م (°ف)            | 20 (68)                    | 20 (68)                    | 18 (64)                    | 15 (59)                    | 13 (55)                    | 11 (52)                    | 10 (50)                    | 12 (54)                    | 13 (55)                    | 14 (57)                    | 16 (61)                    | 18 (64)                    | 15 (59)                    |
| متوسط درجة الحرارة الصغرى °م (°ف) | 12 (54)                    | 12 (54)                    | 11 (52)                    | 9 (48)                     | 7 (45)                     | 6 (43)                     | 4 (39)                     | 6 (43)                     | 7 (45)                     | 7 (45)                     | 9 (48)                     | 11 (52)                    | 8 (47)                     |
| أدنى درجة حرارة °م (°ف)           | 7 (45)                     | 10 (50)                    | 7 (45)                     | 2 (36)                     | 0 (32)                     | 0 (32)                     | −2 (28)                    | 0 (32)                     | 1 (34)                     | 2 (36)                     | 2 (36)                     | 5 (41)                     | −2 (28)                    |
| معدل هطول الأمطار مم (إنش)        | 0 (0)                      | 0 (0)                      | 0 (0)                      | 0 (0)                      | 20 (0.8)                   | 50 (2.0)                   | 20 (0.8)                   | 20 (0.8)                   | 0 (0)                      | 0 (0)                      | 0 (0)                      | 0 (0)                      | 110 (4.4)                  |
| متوسط الرطوبة النسبية (%)         | 68                         | 69                         | 72                         | 76                         | 77                         | 82                         | 82                         | 82                         | 79                         | 74                         | 70                         | 67                         | 75                         |
| المصدر: Weatherbase               |                            |                            |                            |                            |                            |                            |                            |                            |                            |                            |                            |                            |                            |

## توأمة
لاوفايي اتفاقيات توأمة مع:
- ألمرية

## أعلام
- خورخي أكونا
- إدواردو غوميز
- أورلاندو ألفاريز
- دييغو كيولار
- إنزو روكو